# Rodney Bennett
Rodney Bennett (Chagford, 24 marzo 1935 – Chagford, 3 gennaio 2017) è stato un regista britannico.

## Biografia
Ha diretto molti film TV e serie televisive per la BBC e tra queste Doctor Who, Amleto principe di Danimarca, Le avventure di Bailey e molti altri.

## Filmografia
- Doctor Finlay (serie TV) 1996
- Soldier Soldier (serie TV) 1994
- The Darling Buds of May (serie TV) 1993
- The House of Eliott (serie TV) 1991
- Anything More Would Be Greedy (serie TV) 1990
- Il brivido dell'imprevisto (serie TV) 1989
- Le avventure di Bailey (serie TV) 1988
- Great Performances (serie TV) 1987
- Love Song (serie TV) 1985
- Edwin (film TV) 1984
- Love and Marriage (serie TV) 1984
- Dombey & Son (serie TV) 1983
- Play for Today (serie TV) 1983
- Stalky & Co. ((serie TV) 1982
- BBC2 Playhouse (serie TV) 1981
- Sense and Sensibility (serie TV) 1981
- Hamlet, Prince of Denmark (serie TV) 1980
- Legend of King Arthur (serie TV) 1979
- The Lost Boys (serie TV) 1978
- Rebecca of Sunnybrook Farm (serie TV) 1978
- North & South (serie TV) 1975
- Madame Bovary (serie TV) 1975
- The Case of Eliza Armstrong (serie TV) 1974
- Z Cars (serie TV) 1974
- Murder Must Advertise (serie TV) 1973
- Thirty-Minute Theatre (serie TV) 1973
- Dead of Night (serie TV) 1972
- Mistress of Hardwick (serie TV) 1972
- The Regiment (serie TV) 1972